# شباهنگ (آلبوم)
شباهنگ نام یک آلبوم موسیقی به آهنگسازی مسعود شعاری است. مسعود شعاری در این اثر نوازنده سه‌تار و کوشان یغمایی نوازنده تنبک است.این مجموعه در سال ۱۳۶۸ ضبط شده‌است.